# 佩里沙尼鄉
45°23′N 24°24′E / 45.383°N 24.400°E
佩里沙尼鄉（羅馬尼亞語：Comuna Perișani, Vâlcea），是羅馬尼亞的鄉份，位於該國西南部，由沃爾恰縣負責管轄，面積158平方公里，海拔高度564米，2002年人口2,490，人口密度每平方公里16人。